# عدن بركة (تعز)
عدن بركه هي إحدى قرى الجمهورية اليمنية. تتبع جغرافيا لمحافظة تعز وإداريًا لمديرية شرعب الرونة. يبلغ تعداد سكانها 1367 نسمة حسب الإحصاء الذي أجري عام 2004.